# Кёппен, Керстин
Керстин Кёппен (нем. Kerstin Köppen; род. 24 ноября 1967, Ратенов, Бранденбург), в замужестве Кёппен-Косбаб (нем. Köppen-Kosbab) и Хольтмайер (нем. Holtmeyer) — немецкая гребчиха, выступавшая за сборные ГДР и объединённой Германии по академической гребле в 1980-х и 1990-х годах. Двукратная олимпийская чемпионка, пятикратная чемпионка мира, победительница многих регат национального и международного значения.

## Биография
Керстин Кёппен родилась 24 ноября 1967 года в городе Ратенов, ГДР. Проходила подготовку в Потсдаме в местном спортивном клубе «Потсдамер» под руководством тренера Ютты Лау.
Впервые заявила о себе в гребле в 1984 году, выиграв серебряную медаль в парных двойках на чемпионате мира среди юниоров в Швеции. Год спустя на домашнем юниорском мировом первенстве в Бранденбурге получила золото в четвёрках.
В качестве запасной спортсменки присутствовала на летних Олимпийских играх 1988 года в Сеуле, однако её участие здесь не потребовалось.
Первого серьёзного успеха на взрослом международном уровне добилась в сезоне 1990 года, когда вошла в основной состав восточногерманской национальной сборной и выступила на чемпионате мира в Тасмании, где одержала победу в зачёте парных четвёрок.
Начиная с 1991 года представляла сборную объединённой Германии, в частности в этом сезоне отметилась победой в четвёрках на мировом первенстве в Вене.
Благодаря череде удачных выступлений удостоилась права защищать честь страны на Олимпийских играх 1992 года в Барселоне — в женских парных двойках вместе с напарницей Катрин Борон пришла к финишу первой и тем самым завоевала золотую олимпийскую медаль. За это выдающееся достижение позже была награждена высшей спортивной наградой Германии «Серебряный лавровый лист».
В 1993 году побывала на чемпионате мира в Рачице, откуда привезла награду серебряного достоинства, выигранную в программе парных двоек — в решающем финальном заезде уступила только новозеландскому экипажу Филиппы Бейкер и Бренды Лоусон.
На мировом первенстве 1994 года в Индианаполисе одержала победу в четвёрках.
В 1995 году на чемпионате мира в Тампере вновь была лучшей в зачёте парных четвёрок.
Находясь в числе лидеров гребной команды Германии, Кёппен благополучно прошла отбор на Олимпийские игры 1996 года в Атланте — в составе четырёхместного экипажа, куда также вошли гребчихи Катрин Ручов, Яна Зоргерс и Катрин Борон, победила в четвёрках парных, добавив в послужной список ещё одну золотую олимпийскую медаль.
После атлантской Олимпиады Керстин Кёппен ещё в течение некоторого времени оставалась в составе немецкой национальной сборной и продолжала принимать участие в крупнейших международных регатах. Так, в 1997 году в четвёрках она победила на трёх этапах Кубка мира и на мировом первенстве в Эгбелете, став таким образом пятикратной чемпионкой мира по академической гребле.
В 1998 году отметилась победой в четвёрках на этапе Кубка мира в Люцерне и вскоре приняла решение завершить спортивную карьеру. В том же сезоне за выдающиеся достижения была награждена Международной федерацией гребного спорта Медалью Томаса Келлера.
Впоследствии вышла замуж за тренера Ральфа Хольтмайера, отвечавшего за подготовку немецкой распашной восьмёрки.